# Gustaw Adolf Weiss
Gustaw Adolf Weiss (ur. 7 stycznia 1816 w Jarosławiu, zm. 11 stycznia 1888 tamże) – radny, członek zarządu (asesor), burmistrz miasta Jarosławia (1860–1876), członek Rady Powiatowej (1867-1876).

## Życiorys
Urodził się 7 stycznia 1816 w Jarosławiu jako syn Wilhelma i Karoliny Weiss z domu Rünge. Jego ojciec pochodził z Tropowy na Morawach, a w 1808 osiedlił się w Jarosławiu. W latach 1845–1860 pełnił funkcję członka zarządu (asesora), wiceburmistrza w latach 1860–1867 tymczasowego naczelnika gminy. Piastując urząd, przyczynił się m.in. do przywrócenia języka polskiego jako urzędowego w administracji szkolnictwie finansowanym przez miasto. Znał problemy gospodarki miejskiej. Za jego kadencji nastąpił znaczny wzrost dobrobytu miasta, zrealizowano wiele inwestycji, wybudowano gmach Gimnazjum. Do jego osiągnięć należy opracowanie regulaminu obrad Rady Gminnej, wybudowanie drewnianej szkoły na Przedmieściu Dolnoleżańskim, ponadto regulacja koryta Sanu w 1869 i budowa kolei im. Karola Ludwika. Zajmował się wykupieniem ratusza, odbudową spalonego w 1862 kościoła św. Jana, remontem i odnową cerkwi, zyskując sobie popularność i zaufanie mieszczan. Pomimo zasług, 13 stycznia 1876 Wydział Powiatowy odwołał go z funkcji burmistrza, zarzucając mu nieprawidłową gospodarkę. Odwołał się od decyzji Wydziału Powiatowego do Wydziału Krajowego, który uwzględnił jego rację, zalecając zaniechanie dochodzenia i skierowanie przeciwko wierzycielom pozwów sądowych. W 1881 przedstawił Radzie rozliczenie zaliczek pobranych z kasy miejskiej dodając, że były one niewystarczające, a niedobory pokrywał z własnych zasobów. Mieszkańcy miasta uznali że padł on ofiarą intryg oraz wadliwego systemu finansowego i ponownie wybrali go w 1879 na członka Rady Gminy. Był właścicielem folwarku w Jarosławiu na terenie do dziś określanych jako Weissówka. Zmarł 11 stycznia 1888 w Jarosławiu. Pochowany został na starym cmentarzu, gdzie ma obelisk poświęcony jego pamięci.